# Velká cena Československa
Automobilové závody typu Grand Prix uskutečněné v letech 1930 až 1949 na Masarykově okruhu se jezdily pod různými názvy. Zprvu to byly závody Masarykův okruh (1930-1934), potom Velká cena Masarykova (1935, 1937) a nakonec v roce 1949 Velká cena Československa.

## Vznik a vývoj okruhu

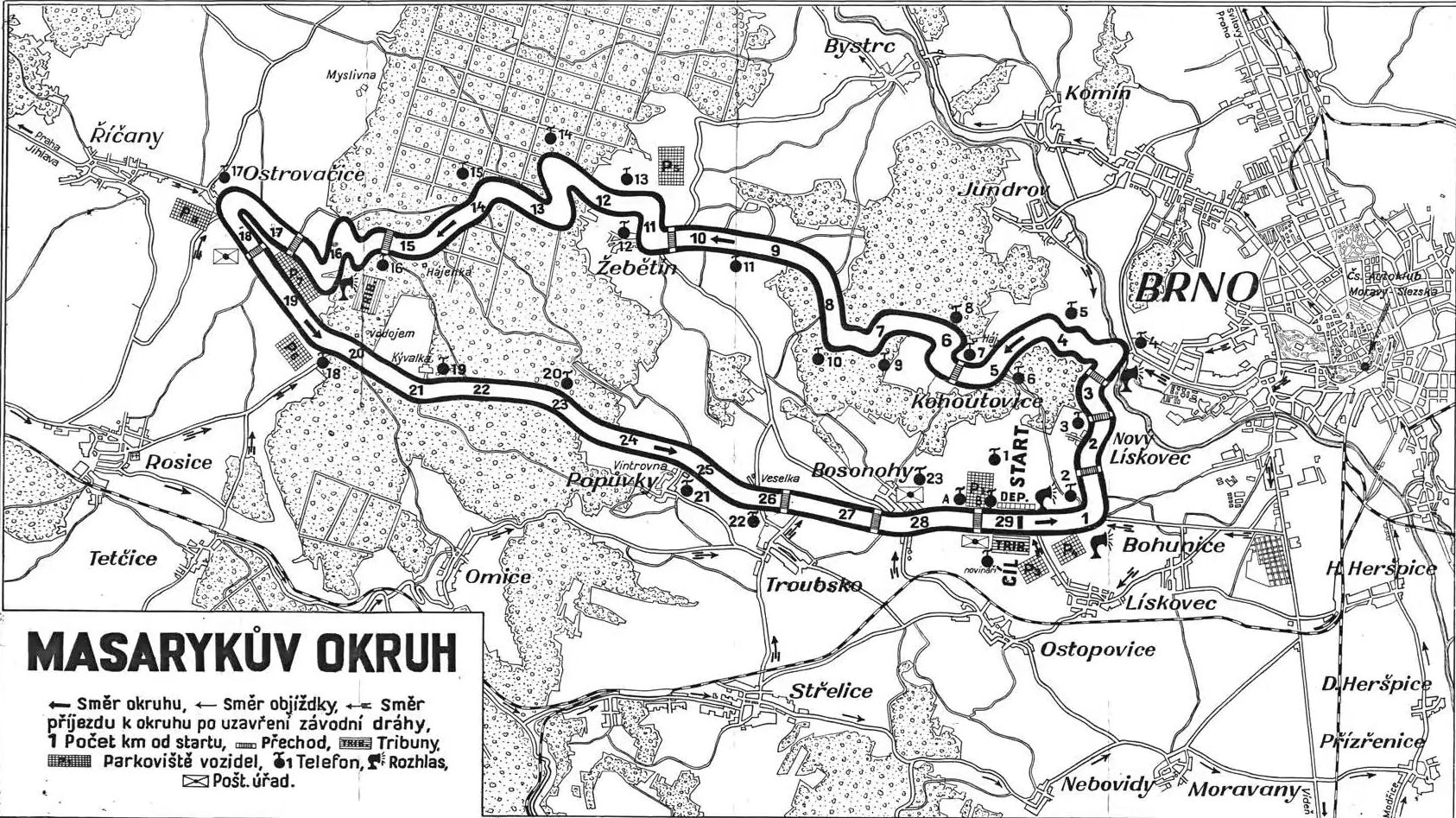
Masarykův okruh (1930-1937)

### 1930-1937
Původní trať vznikla v roce 1930 na trase Bosonohy – Nový Lískovec – Pisárky – Kohoutovice – Žebětín – Ostrovačice – Popůvky – Veselka – Bosonohy a jedno kolo měřilo 29,194 km. Okruh, který byl sestaven ze tří veřejně používaných silnic, dokázali dělníci zbudovat za necelého půl roku. Výstavba stála téměř šest milionů korun československých a finanční záštitu nad stavbou převzala prezidentská kancelář. Při tvorbě okruhu se autoři inspirovali především německým Nürburgringem. Významnou iniciátorkou myšlenky brněnského okruhu byla Eliška Junková, legendární automobilová jezdkyně, kterou postihla právě na Nürburgringu osobní tragédie, když na něm smrtelně havaroval její manžel Čeněk Junek. Byla členkou organizačního výboru a jejím úkolem bylo mj. získávat nejlepší jezdce pro start na brněnském okruhu. Masarykův okruh se v předválečných letech jezdil na „levou ruku“ (proti směru hodinových ručiček). Měl 60 levých a 68 pravých zatáček. Celkový výškový rozdíl činil 240 m, max. stoupání 7% a max. klesání 9,5%. Cena okruhu s úpravami okolí se vyšplhala na 12 miliónů Kč. Svůj název dostal po tehdejším československém prezidentu Masarykovi, který stavbu finančně podpořil, a okruh potom nesl jeho jméno.
Závody vždy pořádal Československý automobilový klub pro Moravu a Slezsko (ČAMS) z Brna. A vlastně mnoho nechybělo a závod by se nekonal. Žádost ČAMS o povolení stavby okruhu tehdejší vedení Autoklubu Republiky Československé (AKRČs) v Praze (!) nedoporučilo. Přestože se podařilo „nedoporučení“ později překonat a povolení získat, byly tak odstartovány napjaté vztahy mezi Brnem a Prahou trvající přes půl století. Jediný oprávněný zástupce za ČSR v mezinárodní automobilové federaci AIACR (nyní FIA) byl AKRČs, který měl kompetence a mohl by uspořádat Grand Prix (Velkou cenu) Československa. Ale AKRČs k tomu neměl vhodnou trať. ČAMS sice trať měl, ale byl až „dvojkou“, a tak mohl pořádat „jen“ závod Masarykův okruh, později Velkou cenu Masarykovu.
V roce 1936 se závod kvůli organizačním problémům nekonal, neuskutečnil se už ani 8. ročník, původně plánovaný na 25. září 1938 (všeobecná mobilizace, mnichovská dohoda). 

### 1949-1950
V roce 1949 prošel okruh zásadní změnou, byl výrazně zkrácen. Byla vynechána část mezi Žebětínem, Ostrovačicemi a Popůvkami až k Veselce. Byla tedy vyřazena i divácky atraktivní část ostrovačických serpentin, ale hlavně zmizely některé nebezpečné a úzké úseky v lesích. Okruh v nové podobě měl délku 17,8 km, došlo tedy ke zkrácení o 40%. Měl 35 zatáček vlevo, 38 vpravo a výškový rozdíl činil 171 m. Nově vedla trať z Veselky k Žebětínu, kde byla postavena nová asfaltová silnice. Převážně vedl po asfaltu a betonu, jen několik úseků bylo dlážděných.
Druhou neméně významnou změnou byla skutečnost, že se změnil směr jízdy na jízdu ve směru hodinových ručiček, tj. opačným směrem než se jezdilo před válkou. Místo startu a cíle zůstalo v původním prostoru. Po startu a průjezdu Bosonohami vedla trať rychlou rovinkou k Veselce, kde odbočovala o 90° na sever k Žebětínu, tam se opět stočila východním směrem na původní trať. Od přetnutí "staré dálnice" trať stoupala obtížnými zatáčkami až ke kohoutovické hájence. Odtud trať opět klesala průjezdem Kohoutovicemi, Libušiným údolím až do Pisárek. Ostrou zatáčkou o 90° začala stoupat jižním směrem k Novému Lískovci. Po průjezdu obcí se stočila západním směrem po státní silnici Brno-Praha přes "ďolík" a přejezd horizontu dovedla závodníky do prostoru startu a cíle.
Poprvé byl závod nazván jako Velká cena Československa uspořádaná Autoklubem Republiky Československé (AKRČs) a bývá označován jako největší závod celých dějin Masarykova okruhu. Ročník 1949 zůstává jediným mezinárodně uznávaným závodem vozů Formule 1 na našem území a jedinou skutečnou Velkou cenou Československa monopostů. V roce 1950 se závod Velká cena Československa konal 24. září 1950, ale zahraniční jezdci nebyli pozváni. V kategorii závodních vozů (bez rozdílu objemu válců) zvítězil Václav Hovorka na Uhrově Maserati 6CM 1500 s kompresorem před Brunem Sojkou na monopostu Tatra 607 a Václavem Bobkem na Škoda 1100 Supersport s kompresorem. V roce 1951 se závod nekonal a od roku 1952 se v Brně jezdil Závod družby národů.

## Jezdci a jejich vozy
- Jezdci

Do Brna se od 1. ročníku sjížděla evropská, závodnická elita. Prvními vítězi na Masarykově okruhu v roce 1930 byli Němci Heinrich–Joachim von Morgen a Hermann zu Leiningen na voze Bugatti Type 35C. H.–J. von Morgen sice odstartoval na Bugatti 35B (st. č. 28), ale do cíle dojel na slabším Bugatti 35C Leiningena (st. č. 30). Propozice tuto záměnu v průběhu závodu umožňovaly. O rok později von Morgen dojel s Bugatti Type 51 na 3. místě.
Nejslavnějším účastníkem byl bezesporu Louis Chiron, trojnásobný vítěz z let 1931–1933. V letech 1931–2 zvítězil na voze Bugatti Type 51 a v roce 1933 na voze Alfa Romeo Tipo B/P3. Vítězný brněnský hattrick 1931–1933 mu zajistil nejenom na Brněnsku ale i v českých zemích nesmrtelnost, ta se ostatně projevila v úsloví, které se právě od roku 1933 začalo používat: „Jedeš jako Širón“. V roce 1935 dojel těsně jako 3., o 4 vteřiny za Nuvolarim. 
Od roku 1934, po nástupu stříbrných šípů Mercedes a Auto Union, vítězili němečtí jezdci. Hvězdou byl Rudolf Caracciola, trojnásobný mistr Evropy v závodech automobilů (1935, 1937–1938) a trojnásobný mistr Evropy v závodech automobilů do vrchu, ve sportovních vozech (1930–31) a v závodních vozech 1932. Ten v Brně startoval celkem 5x, ale zvítězil se mu podařilo až v posledním předválečném ročníku (1937) na voze Mercedes–Benz W 125, což je jediné vítězství Mercedesů v Brně. Druhý v tomto závodě na stejném typu skončil Manfred von Brauchitsch. Toho roku dosáhl Caracciola v závodě průměrné rychlosti 138,4 km/h a zajel i nejrychlejší kolo závodu, když 6. kolo ujel za 11:59,3 min tj. 145,8 km/h. Oba tyto výkony jsou rekordy předválečné historie Masarykova okruhu. Úspěšnější v počtu vítězství na brněnském okruhu byla značka Auto Union. Na voze Auto Union Type A zvítězil v roce 1934  "král vrchů" Hans Stuck von Villiez, dvojnásobný mistr Evropy v závodech automobilů do vrchu v letech 1930 (závodní vozy) a 1932 (sportovní vozy). V roce 1935 jej v "galerii" úspěchů vozů Auto Union doplnil Bernd Rosemeyer na typu Auto Union Type B. Toto bylo Rosemeyerovo první vítězství v Grand Prix a také jeho vůbec první vítězství v závodním voze. V roce 1937 skončil Rosemeyer na 3. místě, když závod dokončil na voze Hermanna Müllera. 
Hermann Müller, nekorunovaný mistr Evropy z roku 1939 (oficiální výsledky mistrovství kvůli válce nebyly vyhlášeny) v Brně startoval jen jednou a byl po polovině závodu vystřídán Rosemeyerem. Druhým nekorunovaným mistrem Evropy z roku 1939 byl Hermann Lang. Ten v Brně startoval 2x a nikdy nedojel. Jeho start v roce 1937 ukončila hrozivá havárie ve 4. kole, kdy Langův Mercedes dostal v pravotočivé zatáčce mezi Žebětínem a Ostrovačicemi smyk (poblíž dnešního automotodromu) a narazil v příkopu do skupiny diváků, stojících nezodpovědně u okraje závodní dráhy. 11 jich zranil, z toho dva tak těžce, že zemřeli na operačním stole brněnské nemocnice, dvěma dalším musely být amputovány dolní končetiny. To byla jedna z nejtěžších havárií na Masarykově okruhu v předválečné historii.
Nikdy v Brně (ve hlavní kategorii) nevyhrál italský závodník. Nejblíže tomu byl létající Mantovan Tazio Nuvolari, mistr Evropy 1932, hned při prvním závodě v roce 1930. Do posledního kola vjížděl na 1. místě s náskokem 4 minuty. O vítězství přišel u Bosonoh s přehřátým motorem bez vody (Alfa Romeo P2-30). Než se mu podařilo opatřit a doplnit vodu, předjeli ho von Morgen a Burggaller. V roce 1932 (Alfa Romeo 8C 2300 Monza) a 1934 (Maserati 6C-34) skončil 3. a v roce 1935 na 2. místě (Alfa Romeo 8C-35). I 29. září 1935 byl Tazio Nuvolari na pokraji svého prvního vítězství, ale v rozhodující chvíli se mu opět začal přehřívat motor a musel zastavit v depu doplnit vodu. Podle jiného zdroje mu ze zadní nápravy stříkal olej a musel zpomalit. Skončil druhý za Berndem Rosemeyerem těsně před dotírajícím Chironem.

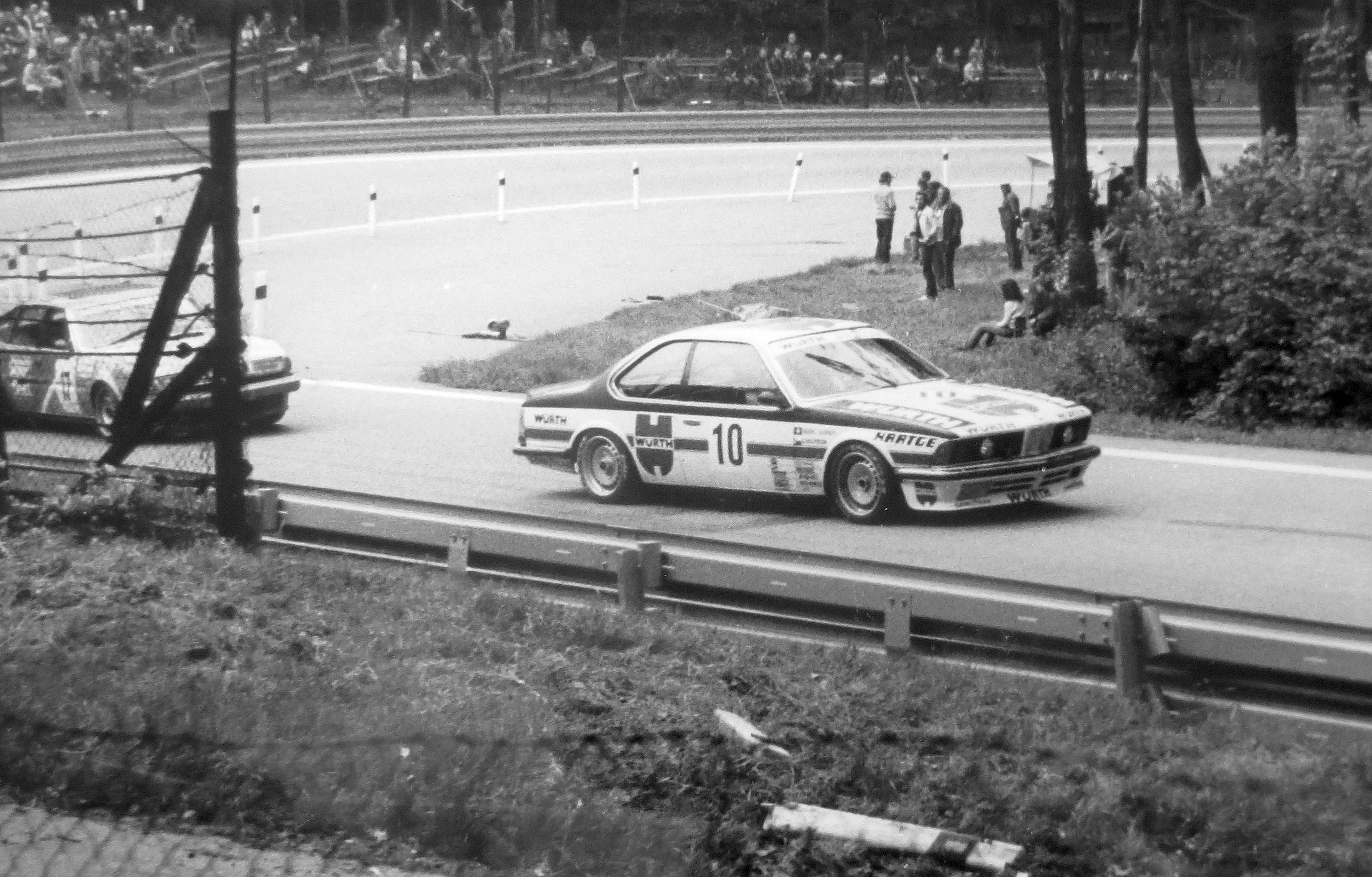
Farinova zatáčka (1984)

Dalším slavným Italem, který závodil v Brně byl Luigi Fagioli, mistr Itálie z roku 1933. V roce 1932 s vozem Maserati 26M (8C 3000) obsadil 2. místo za Chironem a v roce 1933 2. místo zopakoval na voze Alfa Romeo Tipo B/P3 (opět za Chironem). Do třetice 2. místo obsadil i v roce 1934 na voze Mercedes-Benz W 25 (za Hansem Stuckem). Dosti smůly měl v Brně další Ital Achille Varzi, trojnásobný mistr Itálie. V roce 1931 na Bugatti T51 poškodil vůz při nárazu na dřevěný přechod trati už v 2. kole (před Novým Lískovcem) a skončil v klesání k Pisárkám, kde poškozený vůz odstavil. V roce 1932 po dvou kolech odstoupil kvůli zranění jednoho oka. V roce 1934 na Alfa Romeo Tipo B/P3 byl klasifikován na 5. místě. Pravou senzaci způsobil již v tréninku na závod v roce 1935. V programu pro diváky byla srovnávací tabulka, z níž se podle dosaženého času na jedno kolo dala určit průměrná rychlost, kterou daný vůz okruh projel. Tabulka byla sestavena i s rezervou takových časů, u kterých se předpokládalo, že je nikdo nemůže dosáhnout. To platilo do okamžiku, než vyjel na trať Varzi s Auto Unionem Typ B. Ten totiž zajel čas, který v tabulce vůbec nebyl! Ale v samotném závodě se Varzimu nedařilo, protože odpadl po 12. kole ze 17 pro poruchu převodovky na voze.
Jednoho vítězství dosáhl Guiseppe Farina, první mistr světa ve formuli 1 (1950). Ten v roce 1934 vyhrál slabší kategorii do 1,5 l (Voiturette) na voze Maserati 4CM. V této slabší kategorii zaznamenal 2 vítězství (1932–3) Němec Ernst Günther Burggaller, obě na voze Bugatti Type 51A. V roce 1930 dojel v hlavní kategorii Grand Prix na 2. místě s vozem Bugatti T35B. Farina se do Brna vrátil o 12 let později na Velkou cenu Československa 1949. Už v 1. kole došlo k havárii, která později dala jméno zatáčce, ve které k nehodě došlo. Ve stoupání ke Kohoutovicím, hned v první levé zatáčce Farina na voze Maserati 4CLT/48 nezvládl řízení, vyvrátil několik patníků a vjel s autem mezi diváky. Dvanáct jich těžce zranil, dva z nich zraněním podlehli. Zmatený Farina vylezl z vozu a dezorientován vběhl do dráhy přijíždějícímu Parnellovi, který sice intenzivně brzdil, ale nabral šokovaného Farinu na kapotu. Parnell také havaroval. Farina skončil se dvěma zlomenými žebry a pohmožděninami. Parnell si zlomil ruku. Od podzimu 2010 zatáčku - nazvanou jako Farinova - zdobí pomníček, který vybudovali místní motorističtí nadšenci. Na stejném místě ve 3. kole havaroval z vedoucí pozice siamský princ Bira, narazil do stromu, byl vymrštěn z vozu a zachytil se ve větvích. Ze stromu ale spadl hasič, který na něm seděl (tato historka se některými autory označuje za smyšlenou legendu).
Jedno vítězství zaznamenala Velká Británie. V roce 1949 zvítězil Angličan Peter Whitehead na Ferrari 125. Je to rovněž jediné vítězství vozu Ferrari, ale připočteme-li tomuto vítězství za úspěchy stáje Scuderia Ferrari, stoupne počet vítězství na dvě. V roce 1933 zvítězil Chiron za stáj Scuderia Ferrari. Enzo Ferrari resp. jeho stáj v 30. letech závodila s vozy Alfa Romeo.
- Značky

Z hlediska vítězství značek byly nejúspěšnější vozy Ettore Bugattiho. Hlavní závod Grand Prix vyhrály třikrát (1930–1932) a slabší kategorii Voiturette dokonce čtyřikrát (1930–3). Dvě vítězství zaznamenal Auto Union (1934–5). Ve slabší kategorii za Bugatti s počty vítězství skončila Officine Alfieri Maserati se dvěma výhrami (1934 Guiseppe Farina a 1937 Luigi Villoresi). V roce 1931 dokonce startoval jeden ze zakladatelů firmy Ernesto Maserati (Maserati 26M (8C-2800)), ale nedojel. V roce 1932 byl E. Maserati s vozem Maserati 4 CTR 1100 klasifikován ve slabší kategorii na 4. místě. Vedl v závodě od 2. kola až do 15., posledního. Těsně před první zatáčkou za Žebětínem si všiml, že na jeho voze není něco v pořádku. Zastavil, vystoupil z vozu ven a snažil se chybu rychle napravit. Chtěl pokračovat, než ho předjede blížící se Burggaller. Znovu vyrazil na trať, ale po ujetí sotva 20 metrů vyšlehly z jeho motoru jasné plameny a donutilo ho to znovu zastavit. Sotva Maserati s pomocí statečných diváků uhasil plameny, projel kolem Burggaller. Mnoho času pak ztratil při opravě karburátoru, zatímco Veyron a Sojka projeli také kolem. Maserati nakonec dokázal dokončit závod na čtvrtém místě.
- Ženy

V Brně startovaly i dvě ženy. V III. ročníku (1932) poprvé startovala také žena – Francouzka Anne-Cecile Rose Itierová. Závod, který se jel za deště, však nedojela pro poruchu motoru. Druhou závodnicí byla Edith Frischová v roce 1933. Ta ve 3. kole v Pisárkách vjela do bariéry a lehce se poranila v obličeji. Poškodila přední kolo, pomalu jela dále, aby po 4. kole vyměnila v depu kolo. Definitivně vzdala v 5. kole pro poškození přední osy.
- Československá účast

Závodnici z Československa byli úspěšní v hlavní kategorii Grand Prix počátkem 30. let, když obsadili dvě 4. místa. Nejvíce účastí zaznamenal Jan Kubíček. V roce 1930 na Bugatti T35B dojel na 4. místě a v roce 1933 na 7. místě. V letech 1931 a 1932 pro poruchu stroje nedojel. Jeho 4. místo zopakoval na Bugatti T51 v roce 1931 Jiří Kristián Lobkowicz. Několik startů zaznamenal i Zdeněk Pohl, v roce 1933 dojel na 6. místě (Bugatti T35C), v letech 1934 (Bugatti T51) a 1937 (ve slabší kategorii na MG K3 Magnette) pro těžkou havarii nedojel. Mezi klasifikovanými byl v roce 1930 na 6. místě Miloš Bondy a v roce 1949 na 9. místě Bruno Sojka.
Československé automobilky vysílaly své zástupce často, ale jen se sporadickými úspěchy. V 1. ročníku kategorii Grand Prix nedojeli Josef Veřmiřovský (Tatra 52) a Jindřich Knapp (Walter Super 6B). Knapp se do 11. kola držel na výborném 5. místě, ale potom odpadl pro poškození olejového potrubí. Knapp obdržel Cenu ing. W. Proskowetze za nejrychlejší kolo (17:31,5 min ve 4.kole) dosažené čs. jezdcem na stroji čs. výroby. Ve slabších vozech do 1,5 l to bylo o něco lepší. Čilé v tomto pohledu byly moravské firmy Zbrojovka a Wikov. Zetky se zúčastnily všech předválečných ročníků. Nejlepšího výsledku dosáhl Václav Trumpeš 6. místem na Z-S30 v roce 1933 a František Hoštálek 6. místem na Z 13 v roce 1934. Vozy Wikov 7/28 SS startovaly čtyřikrát. Adolf Szczyzycki byl klasifikován v roce 1934 na 7. místě a Jan Beneš na 8. místě. Nejhodnotnější výsledku v kategorii Voiturette dosáhl Jindřich Knapp na voze Walter Junior S, když v roce 1933 obsadil 4. místo.
V této slabší kategorii (mimo vítěze ročníku 1931 Floriana Schmidta a jeho 3. místa společně se Sojkou v roce 1935) byl "nejpilnější" brněnský Bruno Sojka. Sojka jel v předválečném Brně 6x a 4x skončil na 3. místě (1931-2, 1934-5), jednou dojel druhý (1933) a v roce 1937 skončil 5. Všechny svoje starty absolvoval s vozy Bugatti. Sojka se však zapsal do historie při Velké ceně Československa 1949 jako první československý jezdec, který se umístil v závodě Grand Prix po druhé světové válce (9. místo na voze Tatra 602 Tatraplan Sport). Byl to jediný závod formule 1 (podle dnešních kritérií), který se kdy v Československu konal. 
- Smrtelné havárie jezdců

První oběť na životě si vyžádal Masarykův okruh 28. září 1934 – v ranních hodinách při neoficiálním pátečním tréninku zahynul v zatáčce u Ostrovačic jezdec Josef Brázdil z Bratislavy (původem z Holešova) v troskách svého nového vozu Maserati 6C-34. Při rychlosti 200 km/h mu snad praskla přední pneumatika, sjel levými koly do příkopu, vůz doslova vyletěl z tratě, šestkrát se překotil, přerazil dva stromy a při tom se roztrhl na dva kusy, které dopadly daleko od sebe. Brázdil byl vyhozen velkým obloukem z vozu a při dopadu na zemi utrpěl mnohonásobná smrtelná zranění, kterým na místě podlehl. Brázdil si pořídil vůz prostřednictvím svých mecenášů, přítele Štefana Marciše a Marcišovy velmi zámožné americké snoubenky. Celá transakce byla provedena přímo u firmy Maserati v Bologni a to v hotovosti. Dokonce snad měl být Brázdil ve středu před závodem zatčen a uvězněn za finanční nesrovnalosti, možná kvůli nezaplacení cla za dovoz vozu Maserati. Nuvolari a Chiron apelovali na úřady, aby Brázdila propustily a mohl se zúčastnit Grand Prix s tím, že se po závodě vrátí do vězení. Brázdil byl propuštěn na kauci, kterou uhradila Marcišova americká snoubenka. Příčinou jeho nehody, přestože se spekulovalo o plánované sebevraždě z finančních důvodů či zhrzenost z milostného trojúhelníku Marciš-snoubenka-Brázdil, byla jen jednoduchá chyba velmi nezkušeného závodníka, který řídil extrémně náročný a rychlý vůz.
K druhému úmrtí na trati Masarykova okruhu došlo během tréninků 22. září 1949. Václav Uher (st. č. 25) havaroval na voze Maserati 6CM z roku 1939. Jeho vůz dostal smyk v zatáčce po vjezdu do Nového Lískovce, dvakrát se převrátil a Václav Uher zraněním podlehl. Třetí smrtelná nehoda jezdce se stala 25. září 1949. Hned po společném startu všech tříd při Ceně města Brna sportovních automobilů asi 250 m od startu Jaroslav Janák z Dolních Beřkovic na voze Aero Special v plné rychlosti narazil do konstrukce mostu pro diváky, vybočil vpravo z dráhy na betonový můstek vedoucí do polí, zranil svým vozem dvě zdravotní sestry a na místě skonal.

## Výsledky

### Závod automobilů Grand Prix
| Rok         | Jezdec                                            | Vůz                  | Stáj                       | Místo           | Šampionát   | Délka      | Název závodu              | Report     |
| ----------- | ------------------------------------------------- | -------------------- | -------------------------- | --------------- | ----------- | ---------- | ------------------------- | ---------- |
| 1930        | Heinrich-Joachim von Morgen, Hermann zu Leiningen | Bugatti T35B/C       | Deutsches Bugatti Team     | Masarykův okruh | volný závod | 495,4 km   | 1. Masarykův okruh        | Report     |
| 1931        | Louis Chiron                                      | Bugatti Type 51      | Automobiles Ettore Bugatti | Masarykův okruh | volný závod | 495,4 km   | 2. Masarykův okruh        | Report     |
| 1932        | Louis Chiron                                      | Bugatti Type 51      | Automobiles Ettore Bugatti | Masarykův okruh | volný závod | 495,4 km   | 3. Masarykův okruh        | Report     |
| 1933        | Louis Chiron                                      | Alfa Romeo Tipo B/P3 | Scuderia Ferrari           | Masarykův okruh | volný závod | 495,4 km   | 4. Masarykův okruh        | Report     |
| 1934        | Hans Stuck                                        | Auto Union Type A    | Auto Union                 | Masarykův okruh | volný závod | 495,4 km   | 5. Masarykův okruh        | Report     |
| 1935        | Bernd Rosemeyer                                   | Auto Union Type B    | Auto Union                 | Masarykův okruh | volný závod | 495,4 km   | Velká cena Masarykova     | Report     |
| 1936        | nekonal se                                        | nekonal se           | nekonal se                 | nekonal se      | nekonal se  | nekonal se | nekonal se                | nekonal se |
| 1937        | Rudolf Caracciola                                 | Mercedes-Benz W 125  | Daimler-Benz               | Masarykův okruh | volný závod | 437,1 km   | Velká cena Masarykova     | Report     |
| 1938 – 1948 | nekonal se                                        | nekonal se           | nekonal se                 | nekonal se      | nekonal se  | nekonal se | nekonal se                | nekonal se |
| 1949        | Peter Whitehead                                   | Ferrari 125 F1       | P. N. Whitehead            | Masarykův okruh | volný závod | 356,0 km   | Velká cena Československa | Report     |

### Závod automobilů Voiturettes (do 1,5 l) a sportovních vozů 1949
| Rok         | Jezdec                   | Vůz               | Stáj                               | Místo           | Šampionát   | Délka      | Název závodu                     | Report     |
| ----------- | ------------------------ | ----------------- | ---------------------------------- | --------------- | ----------- | ---------- | -------------------------------- | ---------- |
| 1930        | Maxmilian zu Hardegg     | Bugatti Type 37A  | M. hrabě zu Hardegg von Settenberg | Masarykův okruh | volný závod | 495,4 km   | 1. Masarykův okruh (do 1,5 l)    | Report     |
| 1931        | Florian Schmidt          | Bugatti Type 37A  | F. Schmidt                         | Masarykův okruh | volný závod | 437,1 km   | 2. Masarykův okruh (do 1,5 l)    | Report     |
| 1932        | Ernst Günther Burggaller | Bugatti Type 51A  | E.G. Burggaller                    | Masarykův okruh | volný závod | 437,1 km   | 3. Masarykův okruh (do 1,5 l)    | Report     |
| 1933        | Ernst Günther Burggaller | Bugatti Type 51A  | E.G. Burggaller                    | Masarykův okruh | volný závod | 437,1 km   | 4. Masarykův okruh (do 1,5 l)    | Report     |
| 1934        | Guiseppe Farina          | Maserati 4CM      | G. Farina                          | Masarykův okruh | volný závod | 437,1 km   | 5. Masarykův okruh (do 1,5 l)    | Report     |
| 1935        | Richard Seaman           | ERA B             | R. Seaman                          | Masarykův okruh | volný závod | 437,1 km   | Velká cena Masarykova (do 1,5 l) | Report     |
| 1936        | nekonal se               | nekonal se        | nekonal se                         | nekonal se      | nekonal se  | nekonal se | nekonal se                       | nekonal se |
| 1937        | Luigi Villoresi          | Maserati 6CM      | Scuderia Ambrosiana                | Masarykův okruh | volný závod | 145,7 km   | Velká cena Brna                  | Report     |
| 1938 – 1948 | nekonal se               | nekonal se        | nekonal se                         | nekonal se      | nekonal se  | nekonal se | nekonal se                       | nekonal se |
| 1949        | Zdeněk Treybal           | Simca Gordini T15 | Z. Treybal                         | Masarykův okruh | volný závod | 106,8 km   | Cena města Brna                  | Report     |

## Galerie

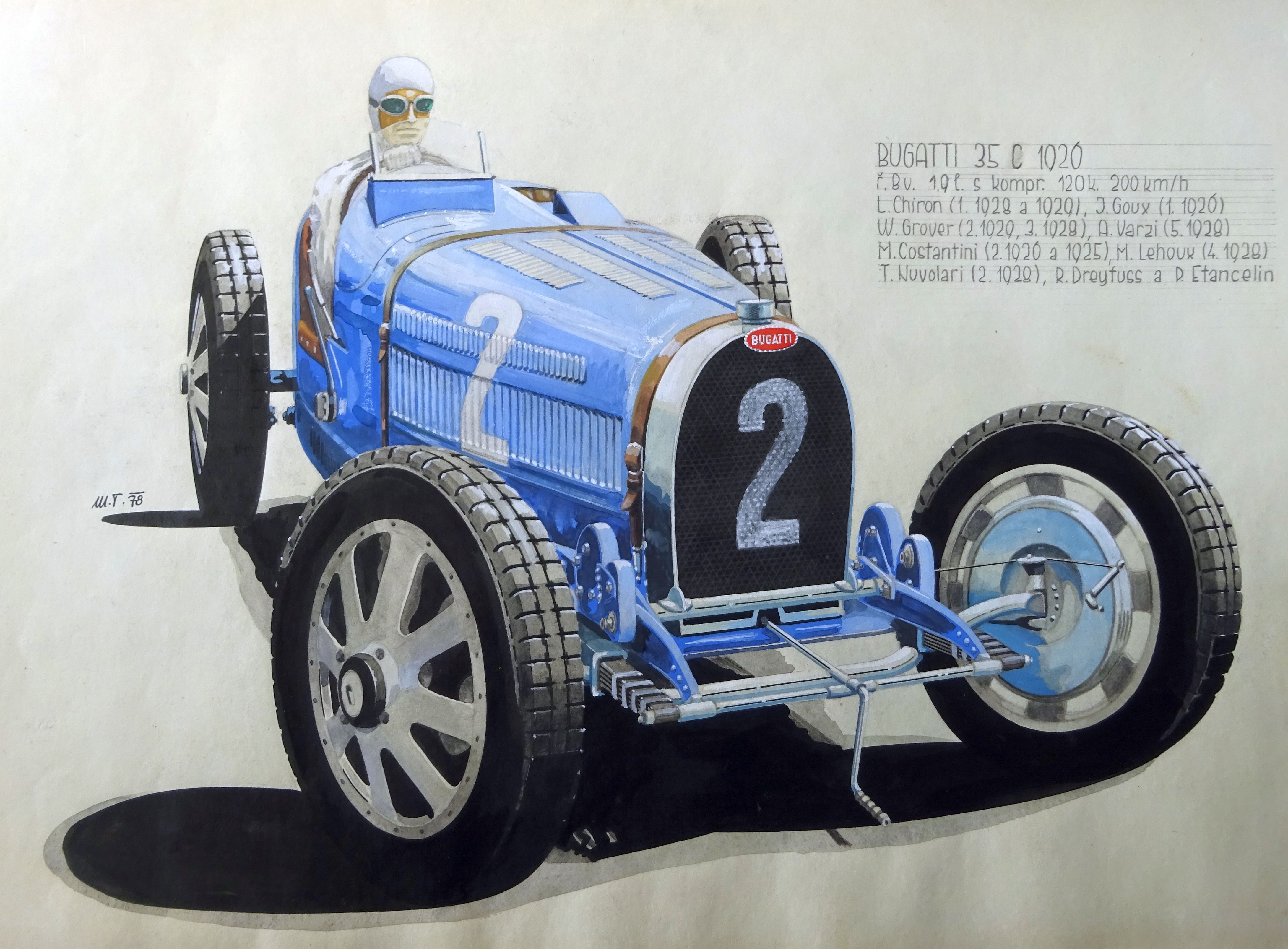
Bugatti Type 35C, na kterém von Morgen dojel vítězně do cíle v roce 1930
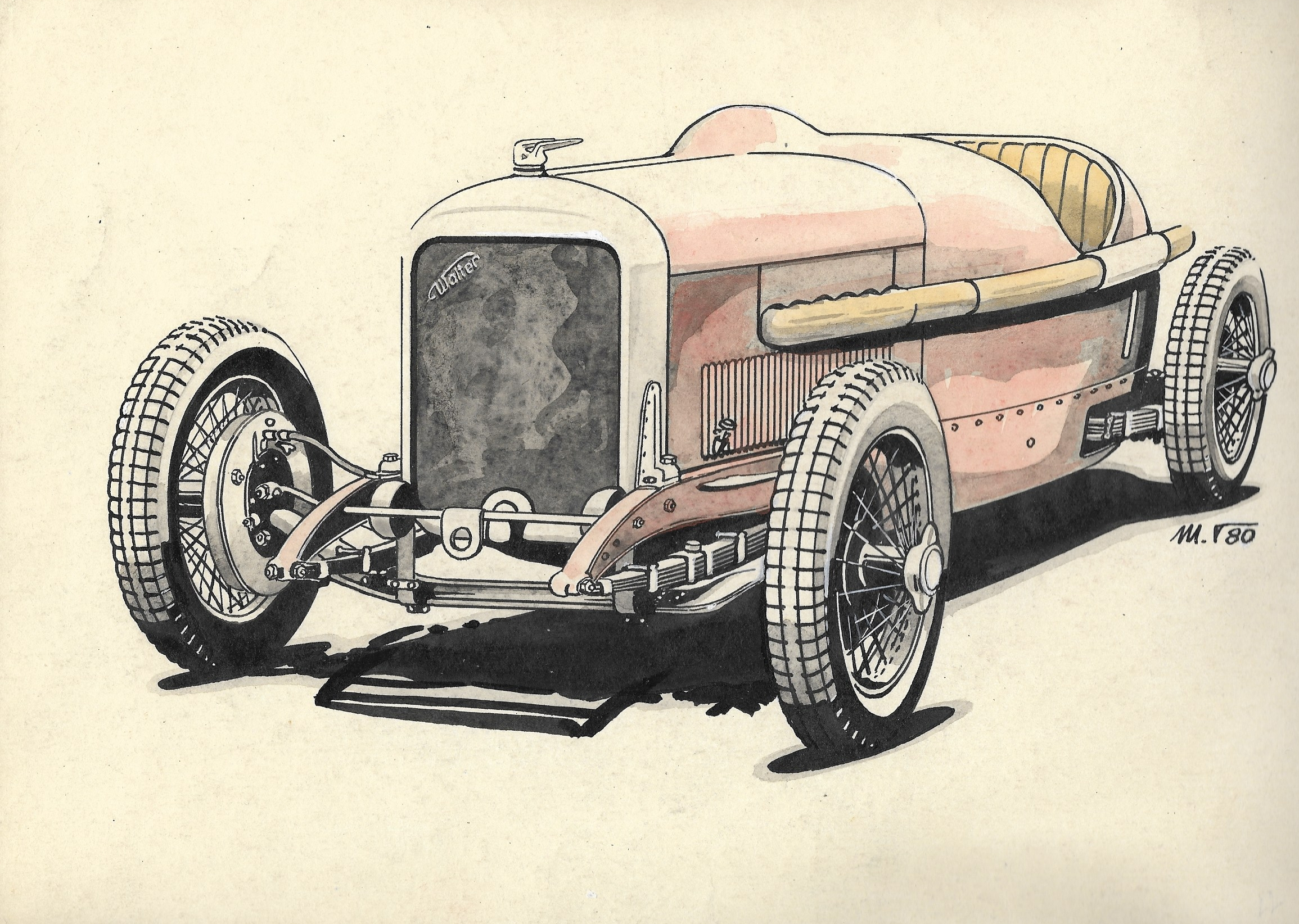
Walter Super 6B, Jindřich Knapp (1930)
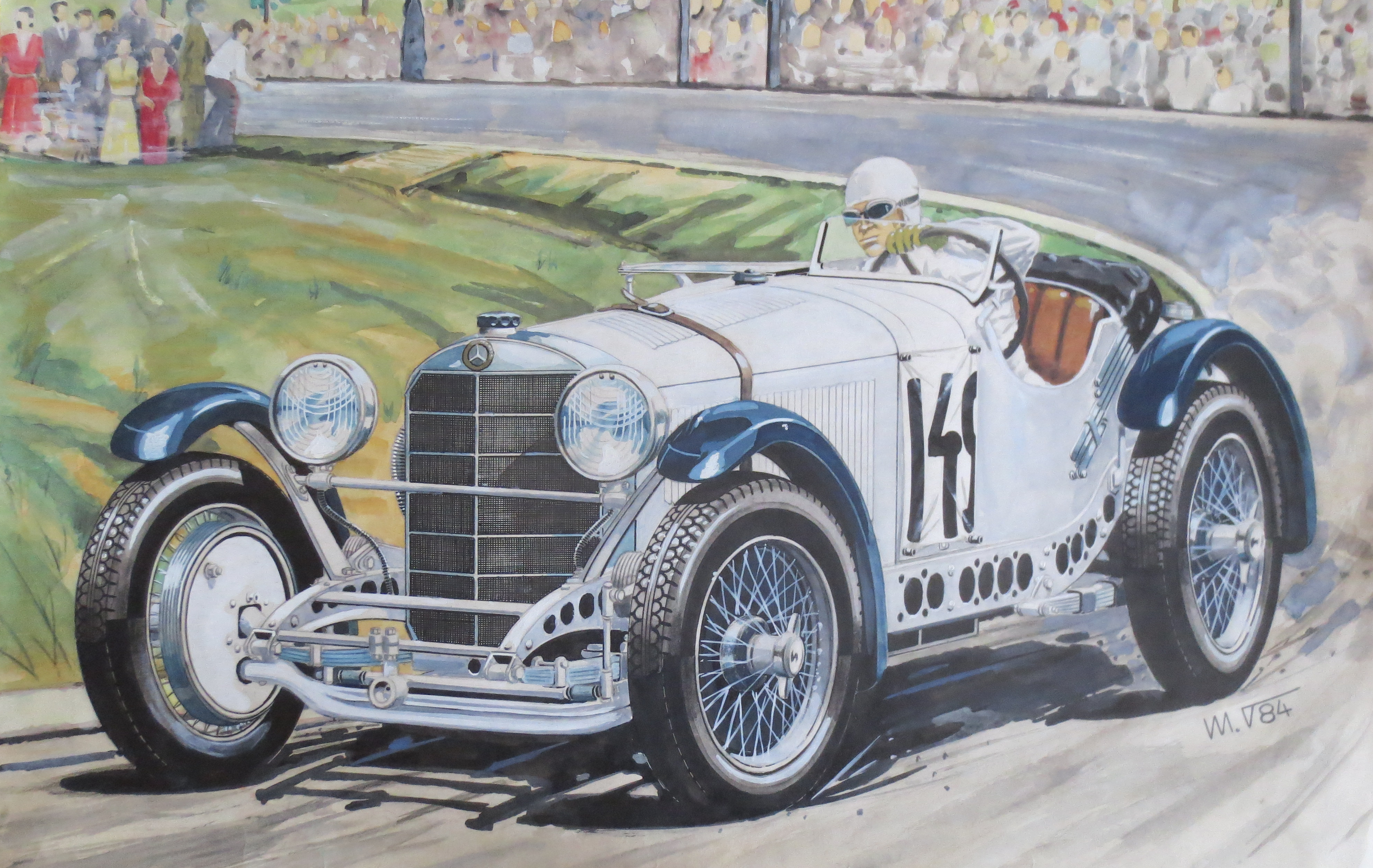
Mercedes-Benz SSKL, na kterém Stuck dojel v roce 1931 na 2. místě
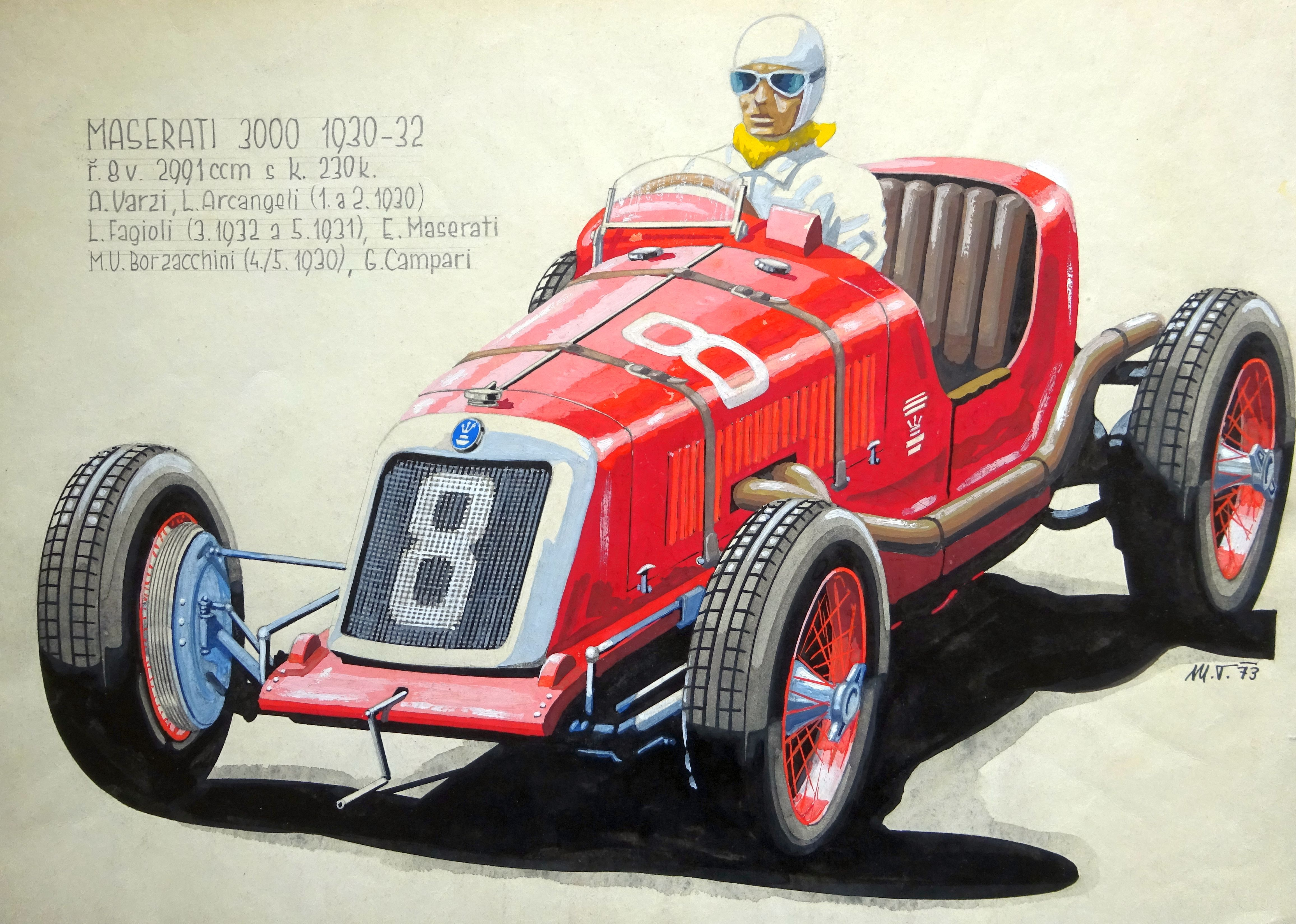
Maserati 8C 3000, na kterém Fagioli v roce 1932 obsadil 2. místo
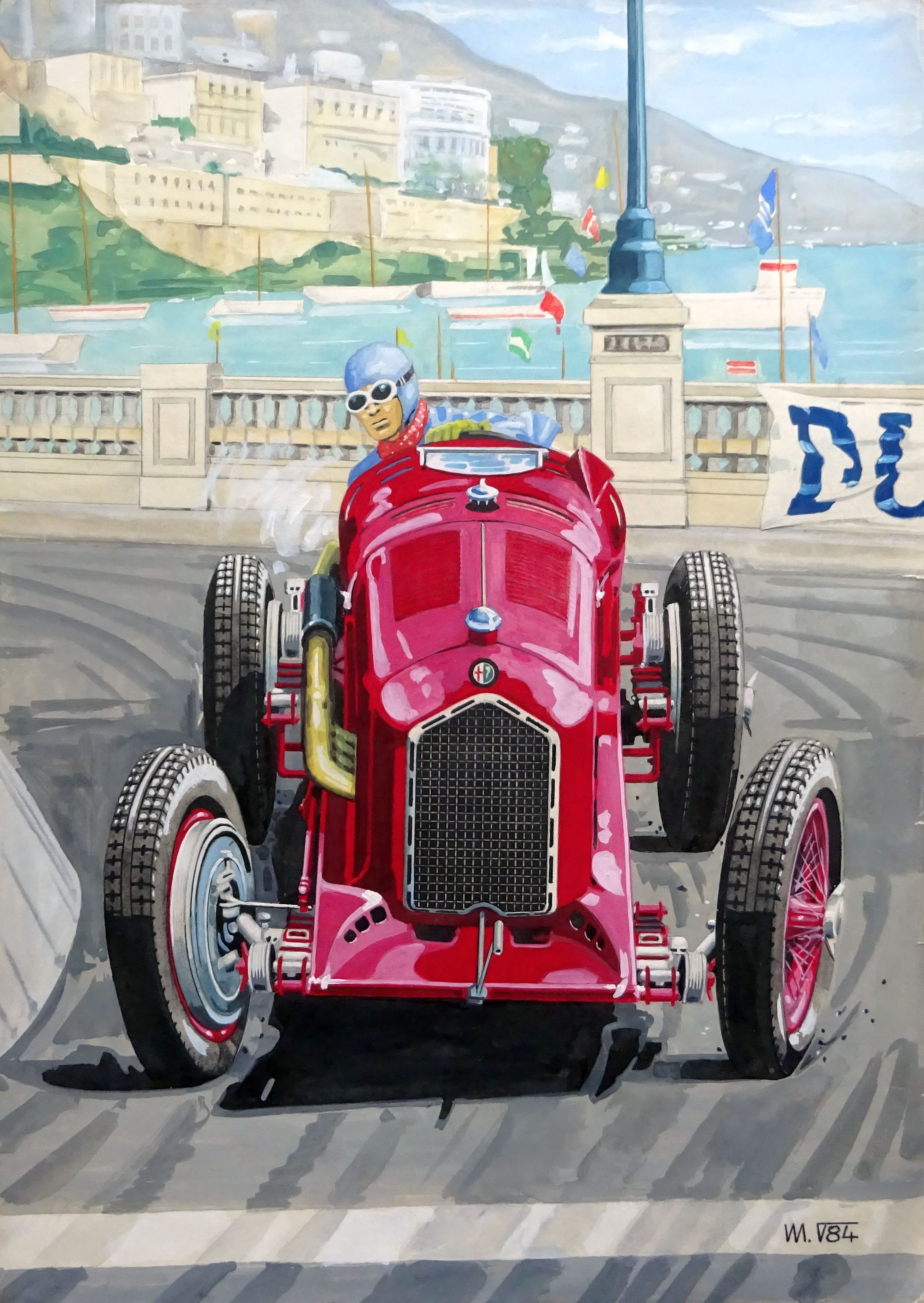
Alfa Romeo Tipo B P3, na kterém Chiron v roce 1933 zvítězil a Fagioli obsadil 2. místo
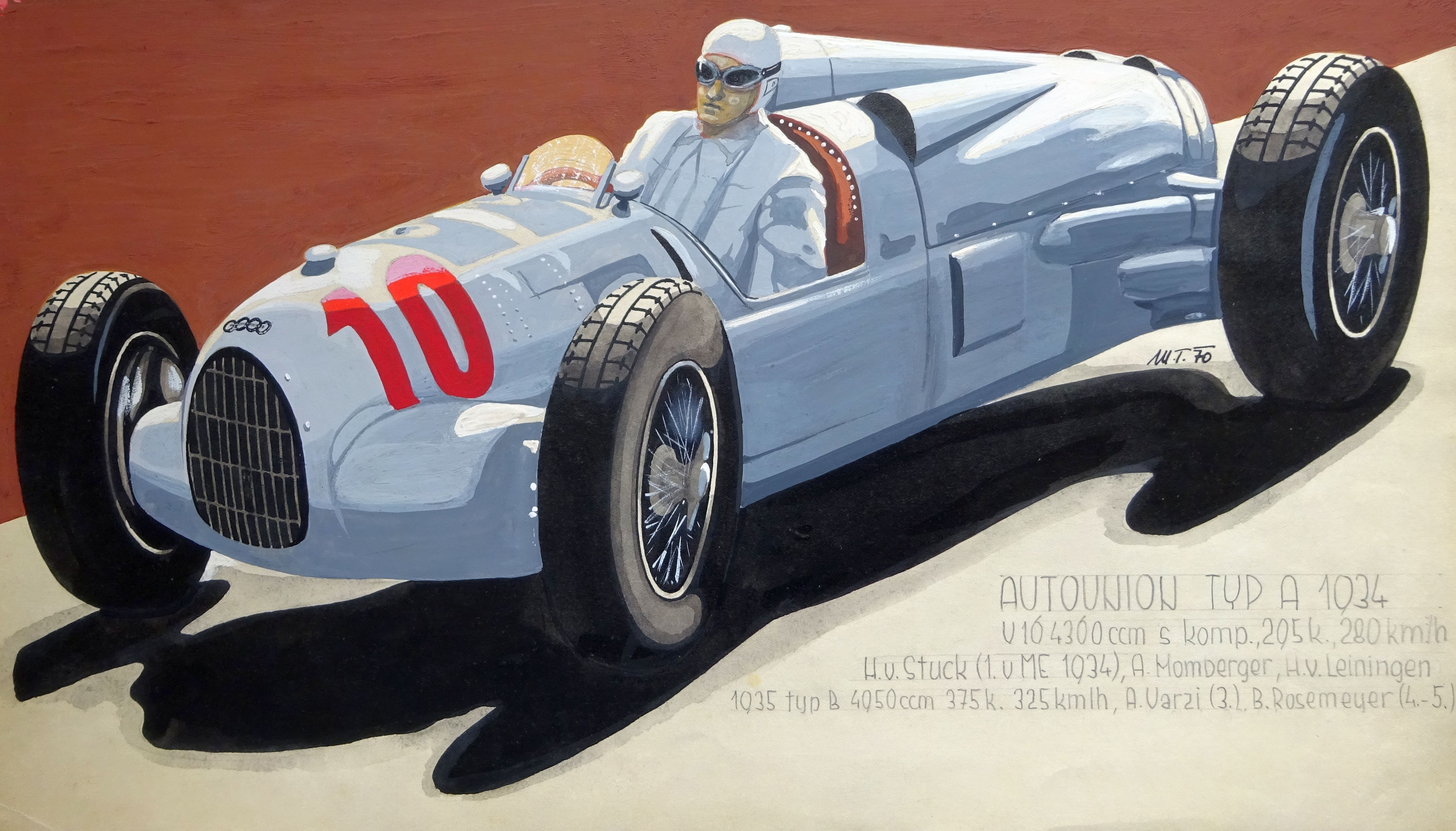
Auto Union Typ A, na kterém Hans Stuck v roce 1934 zvítězil
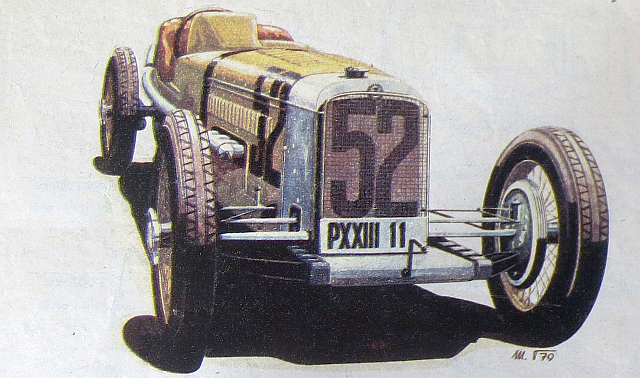
Zbrojovka Z 13,na které Hoštálek v kategorii Voiturette obsadil 6. místo v roce 1934
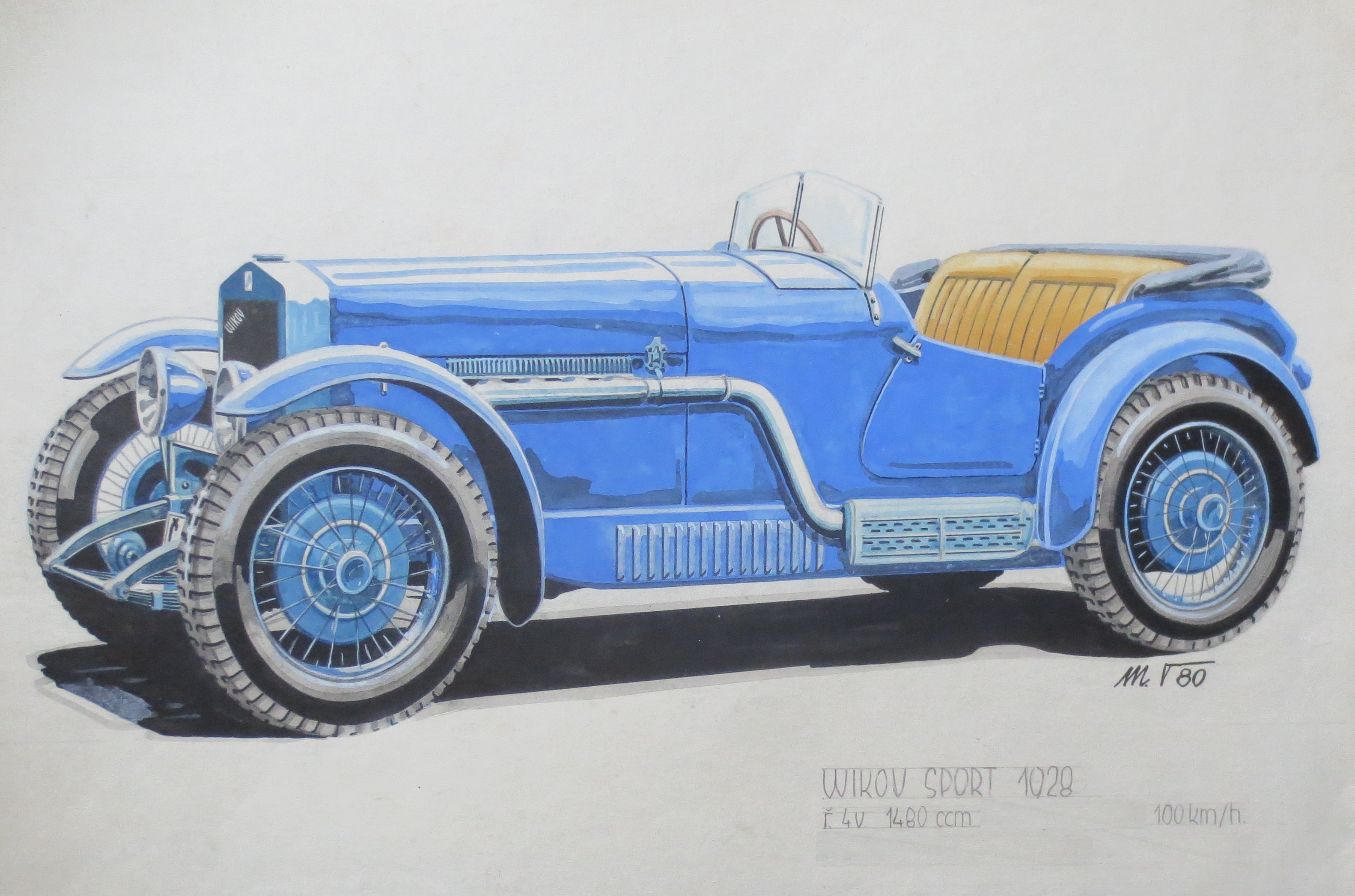
Wikov 7/28 Sport, na kterém Szczyzycki v kategorii Voiturette obsadil 7. místo v roce 1934
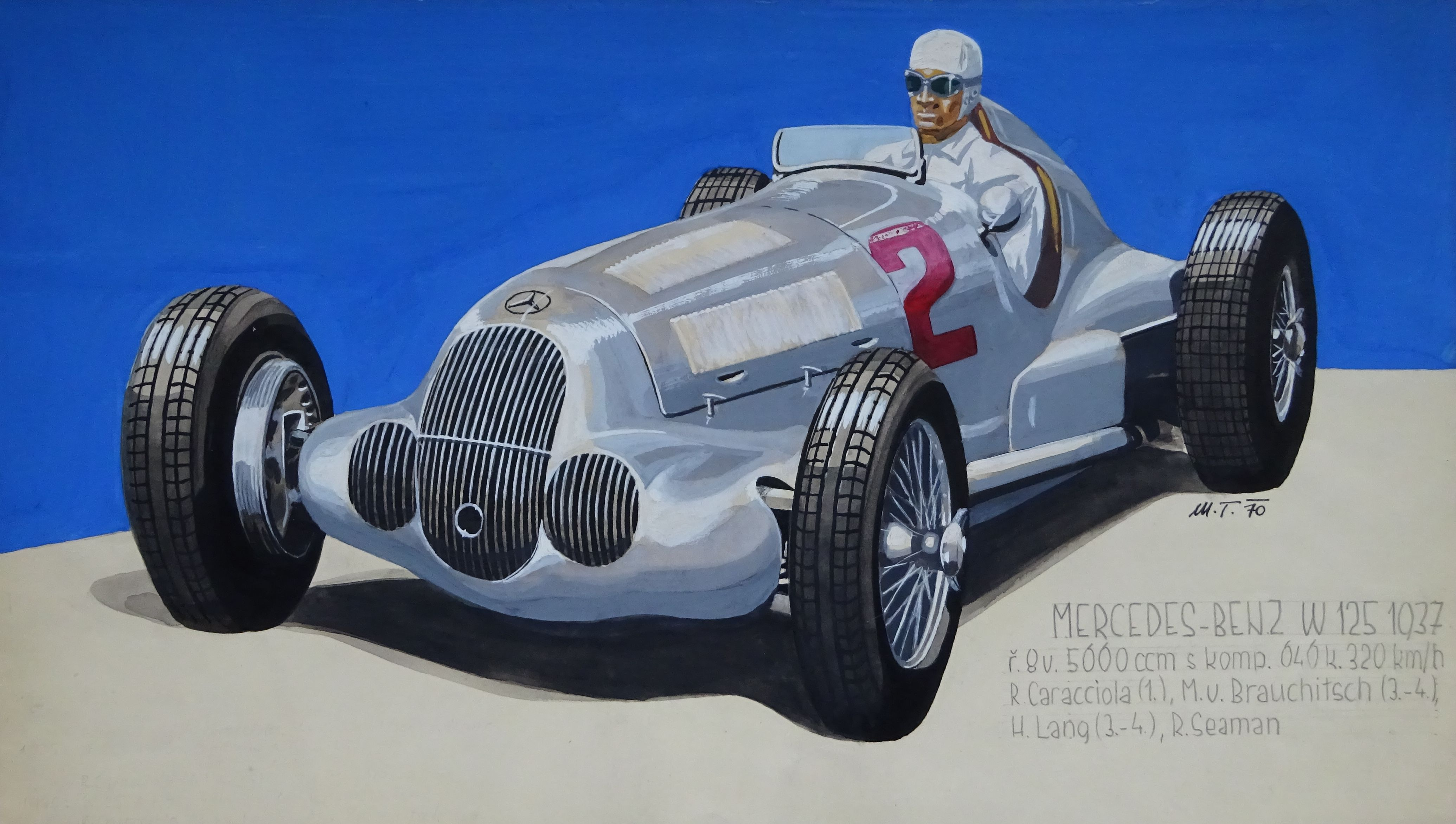
Mercedes-Benz W 125, na kterém Caracciola v roce 1937 zvítězil
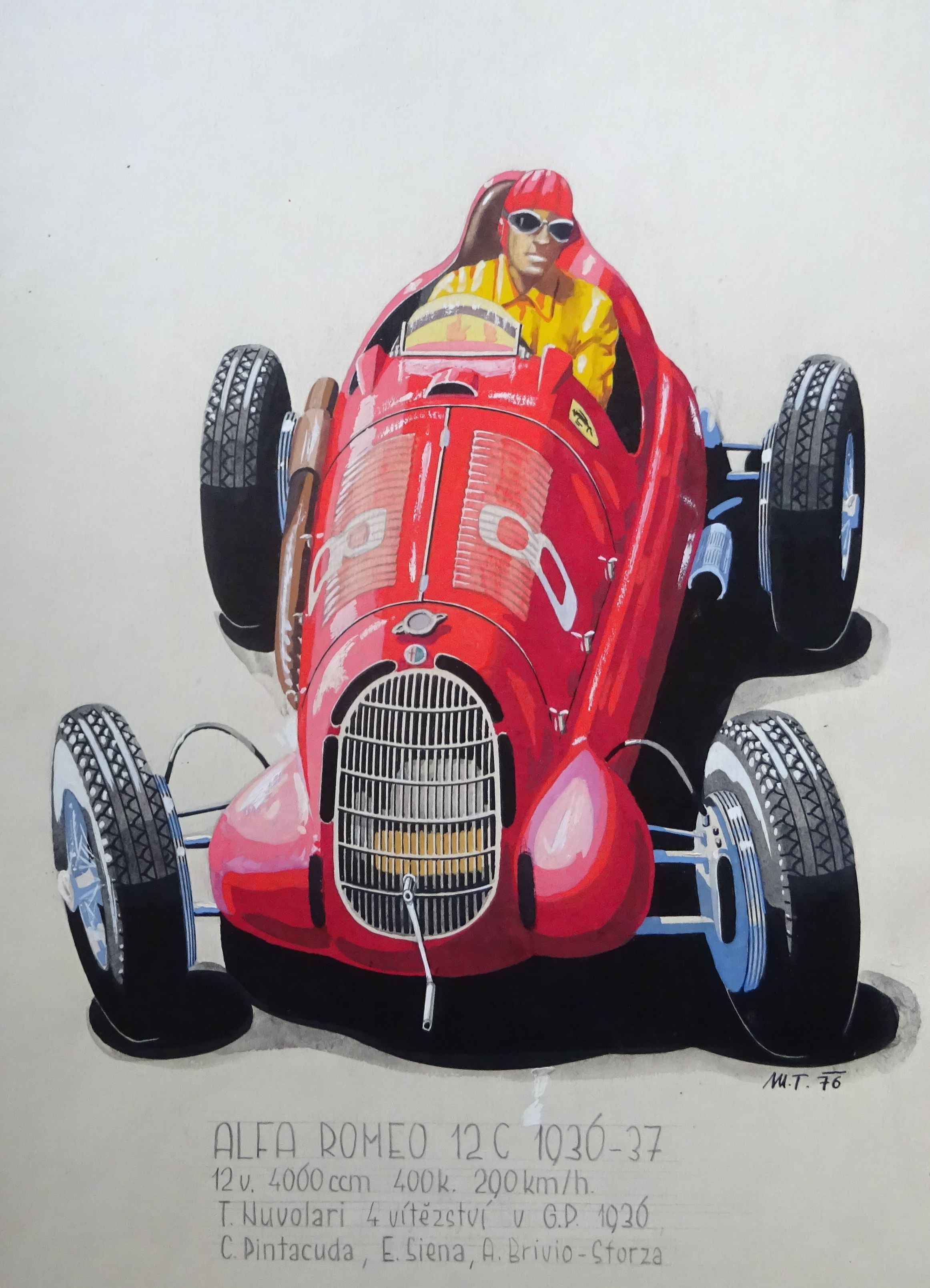
Alfa Romeo 12C-36, na kterém Nuvolari obsadil 5. místo v roce 1937